# Nolléval
Nolléval és un municipi francès situat al departament del Sena Marítim i a la regió de Normandia. L'any 2007 tenia 400 habitants.

## Demografia

### Població
El 2007 la població de fet de Nolléval era de 400 persones. Hi havia 153 famílies de les quals 34 eren unipersonals (13 homes vivint sols i 21 dones vivint soles), 43 parelles sense fills, 55 parelles amb fills i 21 famílies monoparentals amb fills.
La població ha evolucionat segons el següent gràfic:
Habitants censats

### Habitatges
El 2007 hi havia 200 habitatges, 153 eren l'habitatge principal de la família, 40 eren segones residències i 7 estaven desocupats. 195 eren cases i 3 eren apartaments. Dels 153 habitatges principals, 113 estaven ocupats pels seus propietaris, 38 estaven llogats i ocupats pels llogaters i 1 estava cedit a títol gratuït; 5 tenien dues cambres, 34 en tenien tres, 53 en tenien quatre i 60 en tenien cinc o més. 123 habitatges disposaven pel capbaix d'una plaça de pàrquing. A 81 habitatges hi havia un automòbil i a 57 n'hi havia dos o més.

### Piràmide de població
La piràmide de població per edats i sexe el 2009 era:
| Homes | Edats   | Dones |
| ----- | ------- | ----- |
| 0     | 95 o +  | 0     |
| 4     | 90 a 94 | 4     |
| 0     | 85 a 89 | 4     |
| 0     | 80 a 84 | 0     |
| 0     | 75 a 79 | 0     |
| 16    | 70 a 74 | 8     |
| 16    | 65 a 69 | 20    |
| 0     | 60 a 64 | 8     |
| 4     | 55 a 59 | 8     |
| 4     | 50 a 54 | 12    |
| 16    | 45 a 49 | 12    |
| 12    | 40 a 44 | 8     |
| 8     | 35 a 39 | 8     |
| 8     | 30 a 34 | 8     |
| 12    | 25 a 29 | 16    |
| 8     | 20 a 24 | 0     |
| 4     | 15 a 19 | 20    |
| 12    | 10 a 14 | 12    |
| 4     | 5 a 9   | 8     |
| 12    | 0 a 4   | 4     |

## Economia
El 2007 la població en edat de treballar era de 245 persones, 192 eren actives i 53 eren inactives. De les 192 persones actives 178 estaven ocupades (100 homes i 78 dones) i 14 estaven aturades (4 homes i 10 dones). De les 53 persones inactives 16 estaven jubilades, 18 estaven estudiant i 19 estaven classificades com a «altres inactius».

### Ingressos
El 2009 a Nolléval hi havia 166 unitats fiscals que integraven 427 persones, la mediana anual d'ingressos fiscals per persona era de 15.413 €.

### Activitats econòmiques
Dels 10 establiments que hi havia el 2007, 2 eren d'empreses de fabricació d'altres productes industrials, 2 d'empreses de construcció, 2 d'empreses de comerç i reparació d'automòbils, 1 d'una empresa d'hostatgeria i restauració, 2 d'empreses de serveis i 1 d'una entitat de l'administració pública.
Dels 2 establiments de servei als particulars que hi havia el 2009, 1 era un paleta i 1 fusteria.
L'any 2000 a Nolléval hi havia 15 explotacions agrícoles que ocupaven un total de 1.130 hectàrees.

## Equipaments sanitaris i escolars
El 2009 hi havia una escola elemental integrada dins d'un grup escolar amb les comunes properes formant una escola dispersa.

## Poblacions més properes
El següent diagrama mostra les poblacions més properes.